# Vanellus armatus
Vanellus armatus е вид птица от семейство Charadriidae. Видът е незастрашен от изчезване.

## Разпространение
Разпространен е в Ангола, Ботсвана, Демократична република Конго, Кения, Лесото, Малави, Мозамбик, Намибия, Южна Африка, Свазиленд, Танзания, Замбия и Зимбабве. По-рядко може да се срещне в Бурунди и на островите Света Елена, Възнесение и Тристан да Куня.